# Ercole contro Roma
Ercole contro Roma è un film del 1964 diretto da Piero Pierotti.

## Trama
Filippo Afro fa trucidare l'imperatore Gordiano e i suoi fedeli per poter prendere il potere e salire sul trono di Roma. Ercole (chiamato così per la sua forza e perché ritenuto discendente dell'omonimo eroe della mitologia) arriva a Roma partendo dalla Pannonia, dove lavorava come fabbro, e riesce a salvare la figlia di Gordiano, Ulpia. I due vengono però catturati dagli uomini del despota e fatti prigionieri.
Lucio Traiano è il console governatore della regione di provenienza di Ercole, e ha verso di lui un debito di riconoscenza e inizia a marciare contro il tiranno. I due eserciti arrivano inevitabilmente allo scontro che si conclude con la vittoria di Traiano, con la collaborazione di Ercole che è riuscito a liberare e a mettere al sicuro Ulpia, di cui si è innamorato.
Traiano viene proclamato imperatore; la sua posizione si consolida grazie all'unione con Ulpia, che ha scelto lui anziché Ercole. Il forzuto galoppa verso casa, dove troverà ad aspettarlo Erika, la figlia di un pastore della sua terra.